# The Floor Below
The Floor Below er en amerikansk stumfilm fra 1918 af Clarence G. Badger.

## Medvirkende
- Mabel Normand som Patricia O'Rourke
- Tom Moore som Hunter Mason
- Helen Dahl som Louise Vane
- Wallace McCutcheon Jr. som Monty Latham
- Lincoln Plumer som Onkel Amos